# Emblanda emblematica
Emblanda emblematica is een slakkensoort uit de familie van de Emblandidae. De wetenschappelijke naam van de soort is voor het eerst geldig gepubliceerd in 1906 door Hedley.